# Кадін Марк Львович
Ка́дін Марк Львович (нар. 28 квітня 1965, Краматорськ, УРСР, СРСР) — російський диригент.

## Життєпис
Марк Кадін народився 28 квітня 1965 р. в Краматорську, Україна. Музичну освіту отримав у Москва — в Державне музичне училище ім. Гнєсіних і в Російська академія музики ім. Гнєсіних.
По закінченні у 1993 р. зайняв посаду диригента у Державний Молодіжний симфонічний оркестр Росії.
З 1994 по 2004 р. — диригент Академічного Великого Концертного Оркестру Російської телерадіокампанії. Одночасно активно працював у галузі сучасної музики — успішно співпрацював з Московським ансамблем сучасної музики (АСМ) і Студією Нової Музики, з якою він провів гастролі у Бельгія та Нідерланди.
З 1996 по 2004 р. по запрошенню Михайло Плетньов — диригент Російського національного оркестру. З 1999 по 2004 р. Володимир Співаков запрошує диригента для роботи з легендарним камерним оркестром «Віртуози Москви». З цим колективом провів більше 120 концертів у Росія і за кордоном, у тому числі гастролі у Нідерланди, Німеччина, Швейцарія.
З 2004 по 2014 р. був художнім керівником і головним диригентом Красноярський академічний симфонічний оркестр. Співпрацював з видатними музикантами нашого часу — це вокалісти Дмитро Хворостовський, Сумі Чо, Хібла Герзмава, піанисти Михайло Плетньов, Борис Березовський, Микола Луганський, Денис Мацуєв, скрипалі Максим Венгеров, Вадим Рєпін, Віктор Третяков, віолончелісти Олександр Князєв, Олександр Рудін та інші.
Географія гастролей охоплює Європу, Азію, Америку, Австралію та Нову Зеландію. Він виступав більш ніж з 60 оркестрами у Росії й за кордоном серед яких Slovak Radio Symphony Orchestra, Rome Symphony Orchestra, Queensland Symphony, Christchurch Symphony Orchestra, Gavle Symphony Orchestra, Xiamen Philharmonic, Cyprus Symphony Orchestra, Israel Sinfonietta, Orquesta Sinfonica de Yucatan, Moravian Philharmonic Orchestra, Filharmonia Artur Rubinstein in Lodz, Sofia Philharmonic, Istanbul State Orchestra, Gyeonggi Philharmonic Orchestra, Orquesta Sinfonica Nacional de Costa Rica, Orquestra Sinfonica do Parana, оркестри Новосибірська, Самари, Воронежа, Ростова, Хабаровська, Іркутська, Омська тощо.
З 2017 р. — художній керівник і головний диригент Симфонічного оркестру Болгарського національного радіо